# Karakószörcsök, Veszprém
Karakószörcsök  este un sat în districtul Devecser, județul Veszprém, Ungaria, având o populație de 301 locuitori (2011). 

## Demografie
Componența etnică a satului Karakószörcsök
     Maghiari (97,84%)
     Germani (2,16%)
Componența confesională a satului Karakószörcsök
     Romano-catolici (51,5%)
     Luterani (13,62%)
     Reformați (3,99%)
     Necunoscută (30,9%)
Conform recensământului din 2011, satul Karakószörcsök avea 301 locuitori. Din punct de vedere etnic, majoritatea locuitorilor (97,84%) erau maghiari, cu o minoritate de germani (2,16%).  Din punct de vedere confesional, majoritatea locuitorilor (51,5%) erau romano-catolici, existând și minorități de luterani (13,62%) și reformați (3,99%). Pentru 30,9% din locuitori nu este cunoscută apartenența confesională.